# Holden WB
Der Holden WB wurde in den Jahren 1980 bis 1985 von der australischen GM-Division Holden gefertigt. Es gab ihn als
- Modell Kingswood,
- Modell Statesman,
- Modell Panel Van und
- Modell Utility.